# Samsung Galaxy Note 8
Samsung Galaxy Note 8 (tên thương mại Samsung Galaxy Note8) là một smartphone phablet cao cấp chạy hệ điều hành Android 7.1.1 khi xuất xưởng, được thiết kế và sản xuất bởi Samsung Electronics. Galaxy Note 8 kế thừa thế hệ tiền nhiệm Galaxy Note 7 và là một phần của dòng điện thoại cao cấp Samsung Galaxy Note series.
Điện thoại được công bố vào ngày 23 tháng 8 năm 2017, lên kệ toàn cầu vào 15/9/2017 với 4 tùy chọn màu sắc Midnight Black, Maple Gold, Orchid Gray, Deep Sea Blue và Star Pink (chỉ có ở thị trường Đài Loan).
Sau sự cố cháy nổ pin dẫn đến thu hồi hàng loạt của Galaxy Note 7, Samsung đã lấy lại lòng tin nơi người tiêu dùng ở thế hệ Galaxy Note 8, với ngôn ngữ thiết kế màn hình vô cực tỷ lệ 18.5:9 hoàn toàn mới, bỏ đi nút Home và các nút điều hướng cho vào trong màn hình, hai viền trên được gọt mỏng rất nhiều, được thị trường đánh giá cao.

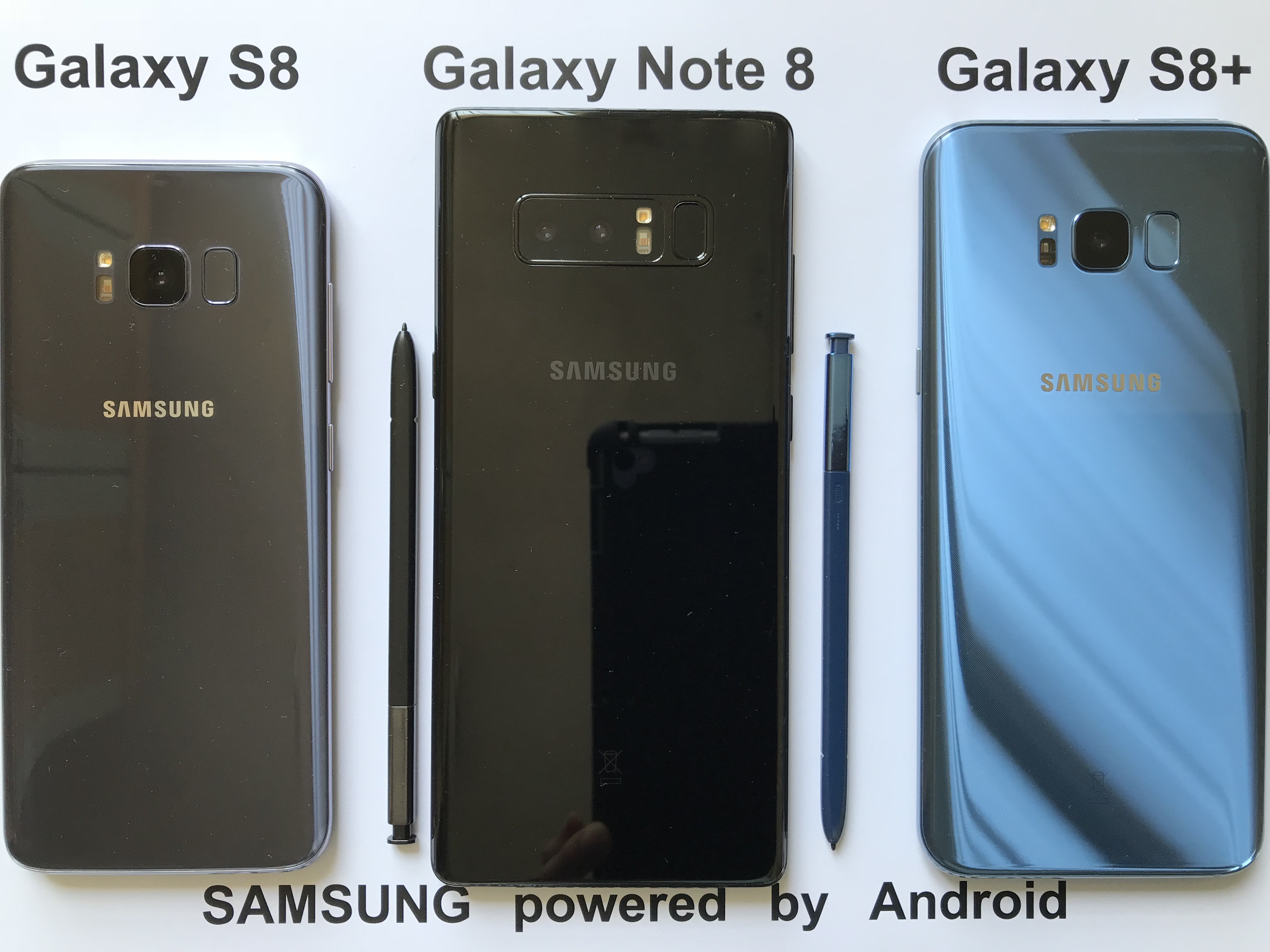
So sánh mặt lưng của Galaxy Note 8 với Galaxy S8/S8+

## Thiết kế, cấu hình và phần mềm
Samsung Galaxy Note 8 sở hữu 2 mặt kính cường lực Gorilla Glass 5 với khung nhôm kim loại. Cân nặng 195g với chiều dày chỉ 8.6mm. Chuẩn kháng nước IP 68.
Màn hình kích thước lớn 6.3 inch Super AMOLED Quad HD+ 1440 x 2960 pixels HDR10. Tỷ lệ màn hình 18.5:9 (tỷ lệ màn hình xu hướng mới như S8/S8+). Điểm đặc biệt, Galaxy Note 8 sở hữu nút home ảo cảm ứng lực trên màn hình (giống với 3D Touch trên các thế hệ iPhone 6S/7/8.
CPU Exynos 8895 (10 nm) hoặc Qualcomm MSM8998 Snapdragon 835 (10 nm) tùy thị trường.
RAM 6GB, ROM tùy chọn 64/128/256GB.
Dung lượng pin 3300 mAh, hỗ trợ sạc nhanh 15W, sạc không dây.
Máy xuất xưởng với phiên bản Android 7.1.1 chạy giao diện Samsung Experience. Hiện nay máy được nâng cấp lên Android 9.0 với giao diện One UI 1.0.

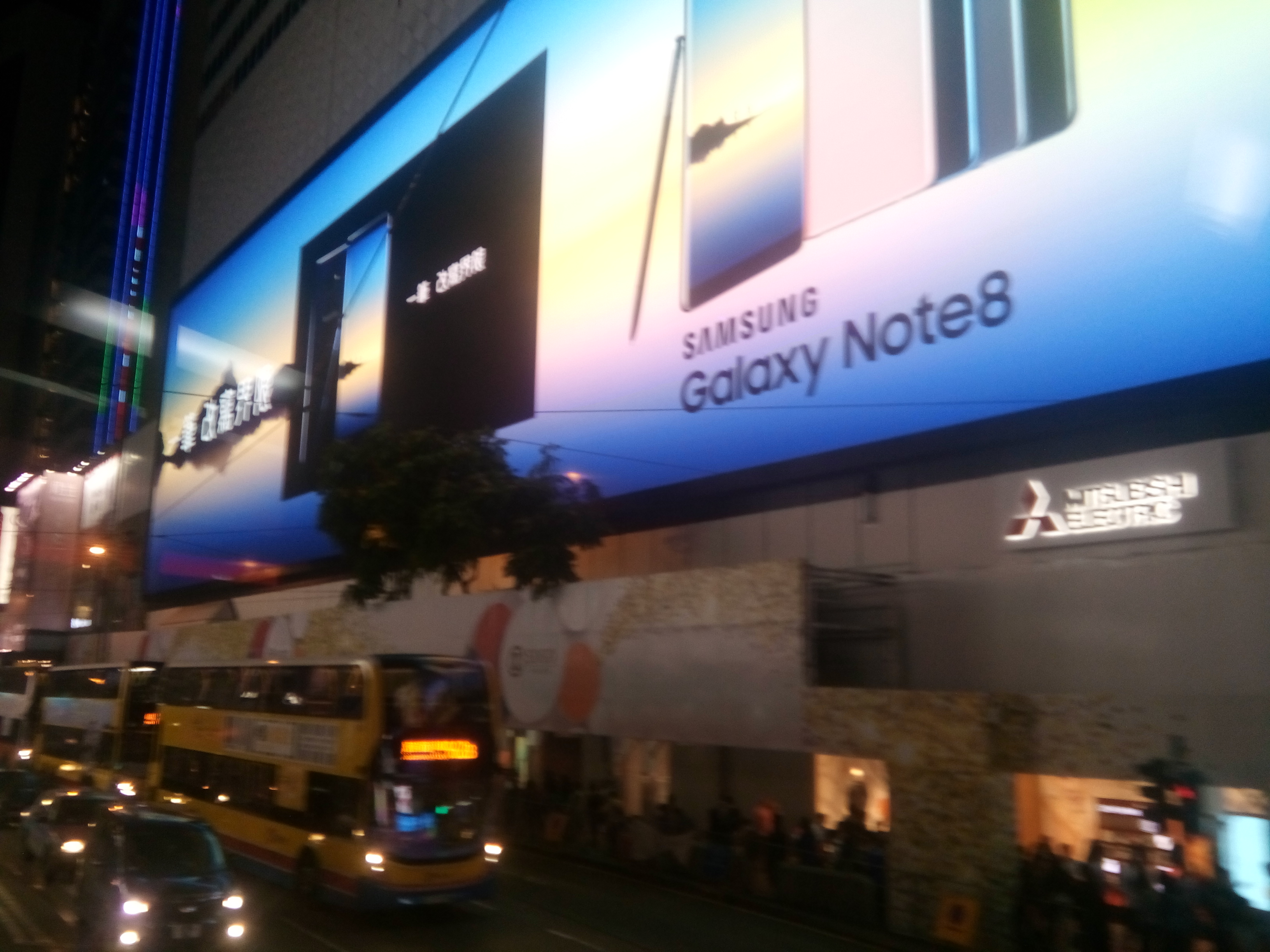
Biển quảng cáo Samsung Galaxy Note8 tại Hong Kong, tháng 10 năm 2017

## Liên kết
- Trang chủ